# Vexitomina sinensis
Vexitomina sinensis is een slakkensoort uit de familie van de Horaiclavidae. De wetenschappelijke naam van de soort is voor het eerst geldig gepubliceerd in 1989 door Ma.